# Jacqueline Pusey
Jacqueline »Jackie« Pusey, jamajška atletinja, * 14. avgust 1959, Saint Mary, Jamajka.
Nastopila je na olimpijskih igrah v letih 1976 in 1980, dvakrat je osvojila šesto mesto v štafeti 4×100 m. Na svetovnih prvenstvih je v isti disciplini osvojila bronasto medaljo leta 1983.